# Jānis Mediņš
Jānis Mediņš (ur. 9 października 1890 w Rydze, zm. 4 marca 1966 w Sztokholmie) – łotewski kompozytor.

## Życiorys
Brat Jāzepsa i Jēkabsa. Uczył się gry na skrzypcach, fortepianie i organach w instytucie muzycznym w Rydze, który ukończył w 1909 roku. W latach 1904–1915 był skrzypkiem Łotewskiej Opery Narodowej w Rydze, od 1914 roku także jej dyrygentem. Od 1916 do 1920 roku przebywał w Petersburgu, gdzie dyrygował orkiestrą wojskową. Od 1920 do 1928 roku ponownie dyrygował Łotewską Operą Narodową. Od 1921 roku wykładał w konserwatorium w Rydze (od 1929 roku na stanowisku profesora), od 1928 roku był także dyrygentem i dyrektorem artystycznym łotewskiego radia. W 1944 roku uciekł przed zbliżającą się na Łotwę Armią Czerwoną do Niemiec, w 1948 roku wyemigrował do Sztokholmu. W 1965 roku przyjechał gościnnie do Rygi.
Uważany jest za współtwórcę łotewskiej opery narodowej, napisał pierwszy łotewski balet (Mīlas uzvara). Opublikował autobiografię pt. Toņi un pustoņi (Sztokholm 1964, 1. wyd. łotewskie Ryga 1992).
Był dwukrotnie odznaczany łotewskim Orderem Trzech Gwiazd (w 1926 i 1935), a także szwedzką komandorią II kl. Orderu Królewskiego Wazów w 1935.

## Wybrane kompozycje
(na podstawie materiałów źródłowych)

### Utwory orkiestrowe
- Imanta (1923)
- Zilais kalns (1924)
- Koncert wiolonczelowy (1928)
- suita orkiestrowa Dzimtene (1933)
- Koncert fortepianowy (1934)
- poemat symfoniczny Nakts Ģētzemanes dārzā (1936)

### Utwory kameralne
- 2 tria fortepianowe (1930, 1958)
- Sonata wiolonczelowa (1945)
- Kwartet smyczkowy (1946)
- 2 sonaty na skrzypce i fortepian (1946, 1954)
- Sonatina na wiolonczelę i fortepian (1947)
- Suita na wiolonczelę i fortepian (1951)

### Utwory fortepianowe
- Balade (1922)
- 23 dainas (1921–1959)
- Rapsodia na 2 fortepiany (1954)

### Balet
- Mīlas uzvara (1935)

### Opery
- Uguns un nakts (1913–1919)
- Dievi un cilvēki (1922
- Sprīdītis (1925)
- Luteklīte (1939)